# أبرول
أبرول أو أبيرول هو مشروب مقبل إيطالي مرير مصنوع من الجنطيانا والراوند والكينا ومكونات أخرى. لونه برتقالي واضح.  اسمها يأتي من apero، وهي كلمة عامية فرنسية تعني "apéritif" أي مقبل.